# The Pennsylvania Journal
The Pennsylvania Journal fu un giornale settimanale pubblicato da William Bradford durante il XVIII secolo.
La prima edizione del Pennsylvania Journal apparve nel dicembre 1742. Un celebre collaboratore fu Thomas Paine, che pubblicò il suo primo articolo giornalistico nel 1775 e contribuì con una serie di saggi intitolati The American Crisis dal dicembre 1776 in poi. Dopo la morte di Bradford nel 1791, suo figlio e socio in affari Thomas Bradford continuò il giornale, cambiando infine il nome in True American.